# 具志頭御殿
具志頭御殿（ぐしちゃんうどぅん）は、尚貞王の三男・尚綱、小禄王子朝奇（1676年 - 1721年）を元祖とする琉球王族。第二尚氏の分家で、王国末期に具志頭間切（現：八重瀬町（具志頭地区））の按司地頭を務めた琉球王国の大名。
一世・朝奇は尚貞王、尚敬王の摂政を務めた。六世・朝敕のとき、具志頭間切へ転任となり、以後具志頭の家名を名乗った。朝敕は廃藩置県後、尚家の家扶となり、尚家の家政を整備した。

## 系譜
- 一世・小禄王子朝奇
- 二世・小禄按司朝朗
- 三世・小禄按司朝教
- 四世・小禄按司朝紀（朝教の弟・仲座親方朝恒の長男。朝教の養子となる）
- 五世・小禄按司朝改（真壁御殿の分家から養子）
- 六世・具志頭按司朝敕
- 七世・向光裕・具志頭朝香
- 八世・具志頭朝重（早世）
- 九世・具志頭朝清